# Metallyra sulcipennis
Metallyra sulcipennis là một loài bọ cánh cứng trong họ Cerambycidae.